# 田中邦衛
田中 邦衛（たなか くにえ、1932年〈昭和7年〉11月23日 - 2021年〈令和3年〉3月24日）は、日本の俳優。
映画・「若大将シリーズ」で青大将、テレビドラマ『北の国から』で黒板五郎を演じ、国民的俳優となった。他にも「網走番外地シリーズ」「仁義なき戦いシリーズ」『現代任侠史』『タスマニア物語』など多数の映画やドラマに出演。『学校』の演技で日本アカデミー賞最優秀助演男優賞、『子連れ狼 その小さき手に』の演技でブルーリボン賞の助演男優賞受賞。旭日小綬章受章。

## 生涯
岐阜県土岐郡土岐津町（現：土岐市）出身。
岐阜県土岐市で100年以上続く美濃焼の窯元の家に生まれた。麗澤短期大学英語科卒。短大卒業後、故郷の岐阜で中学の代用教員（助教諭）を10か月間務め、国語、英語、体育を教えていた。しかし教育者としての自信が無く、子供を叱れず、教師を辞めようと思った時に、一旦諦めかけていた役者の道を進もうと決意する。
俳優座養成所の受験には、試験官だった女優の東山千栄子から「あなた、またいらしたの」と、言われながらも、3度目で合格。3年間の養成所生活を経て俳優座座員に昇格したが、47人中3人という狭き門の突破だった。第7期生の同期には井川比佐志・露口茂・山本學・藤岡重慶・中町由子・水野久美らがいる。
1957年、今井正が監督した映画『純愛物語』に初出演した。そのアクの強い風貌から、アクション映画でチンピラや殺し屋役を演じるが、1961年の東宝映画『大学の若大将』では、加山雄三演じる若大将のライバル・青大将役で出演した。若大将への敵愾心を燃やすが毎回軽くいなされるコミカルで憎めないキャラクターを好演し、「若大将シリーズ」不動のレギュラーとなる。岡本喜八にも気に入られ、監督別では最多の11本に出演している。助演が多いが、最後の『近頃なぜかチャールストン』は数少ない主演作であり、ヒロイックな役柄でもある。
1965年に出演したフジテレビのドラマ『若者たち』は映画化され、第22回毎日映画コンクール男優主演賞を受賞し、お茶の間にも知られるようになる。
同年からスタートした「網走番外地シリーズ」で高倉健演じる主人公を慕う舎弟をコミカルに演じ、1973年から始まった「仁義なき戦いシリーズ」では、それまでのイメージを一新するずる賢いヤクザ・槙原政吉を演じ、脇役の地位を確固たるものにした。1970年代は、東映の実録映画を中心に強い印象を残した。
1973年、井川らと俳優座を退座する。安部公房と行動を共にした後フリーとなる。
1980年代以降は映画への出演は減るが、1981年からの『北の国から』シリーズでの葛藤を持ちつつも2人の子を温かく見守る父親・黒板五郎役が全国的に知られることになる。
1993年、『学校』にて苦労しながら夜間中学に通う労働者役を演じ、第17回日本アカデミー賞最優秀助演男優賞を受賞。
1988年から1995年まで出演した大正製薬「大正漢方胃腸薬」の年末のテレビCMでは歌って踊るエンターテイナーぶりを披露。コラムニストのナンシー関から絶賛を受け、作家の小林信彦からも高く評価された。
2010年公開の映画『最後の忠臣蔵』へ出演、以降俳優としては表舞台から遠ざかる。
2012年6月29日（金曜日）午前7時5分、『北の国から』『岡っ引どぶ』など多くの作品で共演した地井武男が死去。8月6日に青山葬儀所で営まれた「お別れの会」では発起人の一人として名を連ねた。参列者代表7人による「お礼の言葉」では、吉岡秀隆の介添えで最後に祭壇の前に立ち「おいらまだ信じられない」「会いたいよ!地井にい（兄）、会いたいよ!」と悲痛な思いを地井の遺影に語りかけた。この時の姿が公の前に立った最後の姿となった。
2013年11月19日発売の『週刊女性』（2013年12月3日号）に「田中邦衛（80）ほうき片手の隠居生活『俳優引退』を直撃撮!」との記事が掲載され、「長ゼリフが入らない」ことを理由に仕事の依頼を断っていることが伝えられた。同日放送されたフジテレビの情報番組『ノンストップ!』では妻が電話取材に応え「体力的に厳しいと思います」と述べ、田中が休業状態であることを明かす一方で「演技をする夢は夫婦2人でずっと持って生活しています。引退も何も、田中邦衛の人生そのものが役者ですから」と、田中の心情を思い「引退」との明言は避けている。2015年、『週刊ポスト』（2015年10月30日号）にて施設に入居しリハビリ生活を送っていることが報じられた。
2017年10月時点では、施設から自宅に戻り、元気にはなってきているが、車椅子生活が続き俳優としての復帰に関しては解らないと、妻が取材に対して答えた。2019年9月にはまた施設に入居したのではないかと近隣住民から推測されているが、妻は『週刊現代』からの取材に断りを入れていた。倉本聰は「（田中は介護）施設に入っていた」と語った。
2021年3月24日午前11時24分、老衰のため死去。88歳没。
2021年4月3日、フジテレビでは当初の番組予定（映画『ジオストーム』）を変更し、田中の代表作として知られる『北の国から'87初恋』を『土曜プレミアム』の枠で特別追悼番組として放送、番組冒頭で追悼テロップを表示した。

## 人物
共演者がトーク番組やバラエティ番組に出演すると、その生真面目でシャイな性格からくる言動や行動についての数々のエピソードが「田中邦衛ばなし」として取り上げられることが多い。独特の語り口調や表情は、ものまねネタの定番となっており、小堺一機が『北の国から』の黒板五郎や楽屋裏での田中をネタとして取り上げたことで、さらに広く知られるようになった。
トークショーや講演の依頼があっても基本的に断り、『徹子の部屋』『スタジオパークからこんにちは』などのトーク番組にも極力出演することを拒んできたが、1998年11月、山形在住のシネマパーソナリティ・荒井幸博からの強い要請を受け、夫婦で山形県を訪れ、天童市成生で初めてのトークショーを開催する。このトークショーでは荒井が聞き手となり、田中は観客が歓喜する光景に感動。以来、夫婦ともに山形の人情・食べ物・温泉・風景を気に入ったこともあり、毎年2 - 3回は私的旅行を含めて山形まで足を運び、トークショーに出演して県内各地の人々と親交をもつ一方で、荒井がパーソナリティを務める山形放送・FM山形のラジオ番組にもたびたび出演、友人の一人となっている。2007年、荒井をはじめ、県内の「仲間」7人が企画した『田中邦衛映画祭』が米沢市の「伝国の杜・置賜文化ホール」で開催され、代表作品3本（『若者たち』『ウホッホ探険隊』『学校』）の上映とトークショーが行われた。30代から40代にかけて多数の映画に出演していたため、自分が出演した出演作を映画館のスクリーンで観たことがなく、この時に初めて観客の一人として作品を鑑賞している。
1988年には麗澤瑞浪高校で、2009年には故郷・岐阜県土岐市の隣にある瑞浪市と千葉県柏市の麗澤学園で、荒井を伴ってトークショーを開催した。2010年6月には、荒井と共に『いい旅夢気分』に出演。田中にとってこれが自身初の旅番組出演となった。
1960年代半ばから1980年代初頭まで共演を重ねた高倉健を尊敬している。1985年に共演した映画『夜叉』では、漫才師だったビートたけしが出演していたことから、高倉から漫才の稽古をしようと誘われた。
短大卒業後に家業を手伝っていたが、中学時代の恩師に誘われ、代用教員となった。幼い頃から映画好きで、代用教員となった前後に公民館などで仲間と趣味で芝居をやっていた。また同時期に評判だった舞台「セールスマンの死」を観劇し、主演の滝沢修の演技に魅了されて俳優になることを決意。上京後、わずか2畳の部屋を借りて貧しい暮らしをしながら、俳優座養成所に通った。養成所の同期である山本學によると「僕と同じく不器用だったが、俳優になるために人一倍努力をする人で、当時からしっかりと将来を見据えていました」とのこと。
1961年からの「若大将シリーズ」に全18作に出演し、一部媒体では「田中演じる青大将がいたからこそ、『若大将シリーズ』が成立した」とも評された。しかしその一方で「青大将が出ると若大将役を食ってしまう」と言われることもあったが、田中はこの発言に落ち込んだ。その理由について本人は生前、「脇役は主役の引き立て役だから主役を食ってはいけない。『主役を食っている』ということは、俺の演技が未熟ということ」と語っていたという。
「北の国から」の演出家・杉田成道は、「田中さんは自分の経験や内面そのものから役を作っていく人でした。また、理屈よりも感覚で演じるタイプの役者さんでした」と評している。映画プロデューサーの岡田裕によると「田中さんが他のスター俳優と違うのは、ごく普通の日常性を持っていたこと。街の人々をよく観察し、その日常を芝居に生かしていた。田中さんの演技の根っこにあるのは、庶民の生活感覚でした」と評している。
「北の国から」シリーズでは主役を務めたが、その後も驕ることなく一般人とも気さくに接した。趣味である温泉浴場でたまたま一緒に浸かった客から話しかけられた時も、本人は嫌な顔をせず楽しそうに会話したという。一部では、このような「普段の人々との気取らない交流が、田中の人情味溢れる演技に繋がった」とも言われている。
「俳優は肉体労働者」と認識しており、「過酷な撮影にも耐えられるように」との思いから、普段から筋トレをして体を鍛えていた。仕事終わりによく銭湯に訪れ、休日は地方の温泉に行くのを楽しみにしていた。ちなみに酒は一滴も飲まずギャンブルもやらなかった。

## パーソナルデータ・家族
身長167cm、血液型O型。
長女の田中淳子は日本放送協会に就職し、2020年広報局長、2022年国際放送局長を歴任。NHK退職後、2025年2月、会計検査院、検査官となった。

## モデル・オマージュ
その個性的な風貌から、いくつかの漫画のキャラクターのモデルになっている。
- 尾田栄一郎の漫画『ONE PIECE』の登場人物・ボルサリーノ（通称「黄猿（きザル）」）は、『仁義なき戦い』の田中邦衛をモデルにしている[33]。名前の由来は、映画『トラック野郎 爆走一番星』で田中が演じた役名「ボルサリーノ2」から。
- 高橋のぼる著『土竜の唄』第1巻所収の其之一「菊川玲二」に登場する、主人公の菊川玲二巡査の所属する谷袋署の署長・酒見路夫（さかみ みちお）。
- 林律雄・大島やすいち著『おやこ刑事』第11巻「かこみ記事」に登場する東京中央新聞記者・片桐志郎（かたぎり しろう）。

## 受賞および受章歴
- 1968年 - 第22回毎日映画コンクール 男優主演賞（『若者たち』）
- 1974年 - 第9回紀伊國屋演劇賞 個人賞（『緑色のストッキング』）
- 1984年 - 第26回ブルーリボン賞 助演男優賞（『逃がれの街』『居酒屋兆治』）
- 1987年 - 第29回ブルーリボン賞 主演男優賞（『ウホッホ探検隊』）
- 1994年 - 第17回日本アカデミー賞 最優秀助演男優賞（『学校』『子連れ狼 その小さき手に』『虹の橋』）[34]
- 1999年 - 紫綬褒章
- 2006年 - 旭日小綬章[1]

## 出演作品
※「 - 」は役名

### 映画

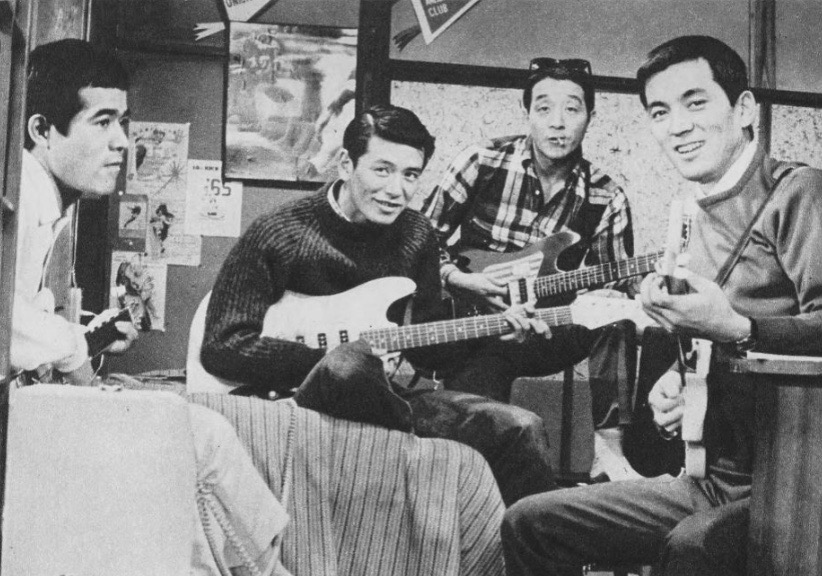
『エレキの若大将』（1965年）

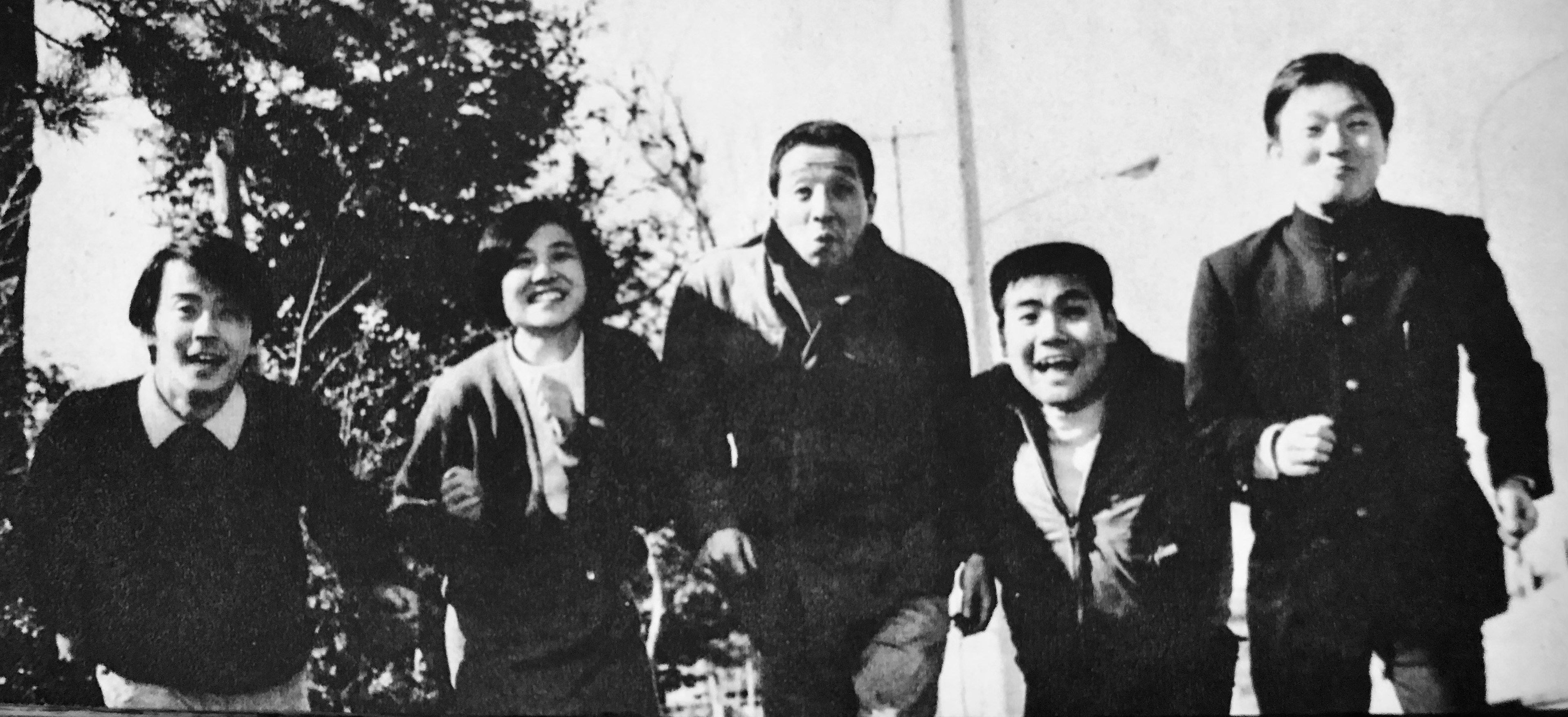
『若者たち』（1967年製作、1968年公開）

- 純愛物語（1957年、東映） - 里やん
- 人間の條件 第三部望郷篇（1959年、松竹） - 小原二等兵
- 第五福竜丸（1959年、近代映画協会）
- キクとイサム（1959年、松竹） - 村の青年
- 悪い奴ほどよく眠る（1960年、東宝） - 殺し屋
- 太陽の墓場 （1960年、松竹）- 泥棒
- 武器なき斗い（1960年、大東映画） - 北島
- 若大将シリーズ（東宝） - 石山新次郎（青大将） 
  - 大学の若大将（1961年）
  - 銀座の若大将（1962年）
  - 日本一の若大将（1962年）
  - ハワイの若大将（1962年）
  - 海の若大将（1965年）
  - エレキの若大将（1965年）
  - アルプスの若大将（1966年）
  - レッツゴー!若大将（1967年）
  - 南太平洋の若大将（1967年）
  - ゴー!ゴー!若大将（1967年）
  - リオの若大将（1968年）
  - フレッシュマン若大将（1969年）
  - ニュージーランドの若大将（1969年）
  - ブラボー!若大将（1970年）
  - 俺の空だぜ!若大将（1970年）
  - 若大将対青大将（1971年）
  - 帰ってきた若大将（1981年）
- おとし穴（1962年、ATG） - 男X
- 椿三十郎（1962年、東宝） - 保川邦衛
- にっぽん実話時代（1963年、東宝） - 片桐鶴夫（編集部員）
- 真田風雲録（1963年、東映） - 坂崎出羽守
- おかしな奴（1963年、東映） - 藤田三吉
- 続・拝啓天皇陛下様（1964年、松竹） - 壊し屋の男
- 無頼無法の徒 さぶ（1964年、日活） - 金太
- 新吾番外勝負（1964年、東映） - 仁助
- 間諜（1964年、東映） - 蛸
- 怪談（1965年、東宝） - 矢作[35]
- 他人の顔（1965年、東宝） - 精神病の男
- 股旅 三人やくざ (1965年、東映)
- 忍法忠臣蔵（1965年、東映） - 不破数右衛門
- 網走番外地シリーズ（東映）
  - 網走番外地（1965年） - 大槻
  - 続 網走番外地（1965年） - 桐川
  - 網走番外地 望郷篇（1965年） - 中田弘次
  - 網走番外地 北海篇（1965年） - 大槻
  - 網走番外地 荒野の対決（1966年） - 大槻
  - 網走番外地 南国の対決（1966年） - 大槻
  - 網走番外地 決斗零下30度（1967年） - 大槻
  - 網走番外地 悪への挑戦（1967年） - 大槻
  - 新網走番外地 吹雪の大脱走（1971年） - 山崎
  - 新網走番外地 嵐呼ぶダンプ仁義（1972年） - 石松五郎
- 日本一シリーズ（東宝）
  - 日本一のゴリガン男（1966年） - 皿田
  - 日本一のショック男（1971年） - 前川昭夫
- 湖の琴（1966年、東映） - 大原兼吉
- とべない沈黙（1966年・東宝･ATG） - 上陸する男
- 兵隊やくざ 脱獄（1966年、大映） - 沢村
- 座頭市海を渡る（1966年、大映） - よく喋る男
- 冒険大活劇 黄金の盗賊（1966年、東映） - 利助
- 続 浪曲子守唄（1967年、東映） - 向う傷のジョー
- 雌が雄を喰い殺す かまきり (1967年、松竹) - 高橋健
- 若者たち（1967年製作、1968年公開、俳優座） - 佐藤太郎
- やればやれるぜ全員集合!!（1968年、松竹） - 権藤
- 女と味噌汁（1968年、東宝）- 小川正二
- 肉弾（1968年、ATG） - 区隊長
- 日本の青春（1968年、東宝） - 大野久太郎
- 大幹部 無頼（1968年、日活） - 根本勝次
- 三匹の悪党（1968年、日活） - 岩村三郎
- 祇園祭（1968年、松竹） - 権次
- 無頼 黒匕首（1968年、日活） - 本郷道夫
- 夕月（1969年、松竹） - 落合邦夫
- 御用金（1969年、東宝） - 長井兵助
- 人斬り（1969年、大映） - 六角牢の役人
- 富士山頂（1970年、日活） - 馬方
- 喜劇 男は愛嬌（1970年、松竹）- 倉本倉吉
- どですかでん（1970年、東宝） - 初太郎
- 蝦夷館の決闘 (1970年)
- (秘) セックス恐怖症（1970年、東映） - 二本柳宏
- 女たらしの帝王（1970年、東映） - 上田忠男
- 刑事物語 兄弟の掟（1971年、東宝） - 岩淵謙輔 ※主演
- 男はつらいよシリーズ（松竹）
  - 男はつらいよ 奮闘篇（1971年）- 福士先生
  - 男はつらいよ 寅次郎紅の花（1995年）- 船長
- 激動の昭和史 沖縄決戦（1971年、東宝） - 比嘉三平[36]
- 出所祝い（1971年、東宝） - 津村松造
- 初笑いびっくり武士道（1972年、松竹） - 穴泥の半次
- サマー・ソルジャー（1972年、勅使河原プロ） - 藤村
- あゝ声なき友（1972年、松竹）- 朴
- ゾロ目の三兄弟（1972年、東映）
- 木枯し紋次郎 関わりござんせん（1972年、東映） - 八幡の常平
- 人斬り与太 狂犬三兄弟（1972年、東映） - 大野正吉
- 仁義なき戦いシリーズ（東映） - 槇原政吉 
  - 仁義なき戦い（1973年）
  - 仁義なき戦い 代理戦争（1973年）
  - 仁義なき戦い 頂上作戦（1974年）
  - 仁義なき戦い 完結篇（1974年）
- 藍より青く（1973年、松竹） - 鯵河
- 愛ってなんだろ（1973年、松竹） - 浅見才太郎
- 非情学園ワル（1973年、東映） - 宇津木雄吉
- 混血児リカ ハマぐれ子守唄（1973年、東宝） - 兵隊
- 山口組三代目（1973年、東映） - チェーストのトヨ
- 野良犬（1973年、松竹） - 佐川
- 現代任侠史（1973年、東映） - 武志
- 血を吸う薔薇（1974年、東宝） - 下村[37]
- ルパン三世 念力珍作戦（1974年、東宝） - 次元大介
- 三代目襲名（1974年、東映） - 金張栄
- 新仁義なき戦い（1974年、東映） - 坂上元
- 日本任侠道 激突篇（1975年、東映） - 氷川の円蔵
- どてらい男（1975年、東宝） - 芋井
- 仁義の墓場（1975年、東映） - 小崎勝次
- 吶喊（1975年、ATG） - 山川大蔵
- 大脱獄（1975年、東映） - 剛田
- 暴動島根刑務所（1975年、東映） - 皆川喜一
- 暴力金脈（1975年、東映） - 神野儀十
- 県警対組織暴力（1975年、東映） - 小宮金八
- 新幹線大爆破（1975年、東映） - 古賀の兄
- 神戸国際ギャング（1975年、東映） - 丸山照夫
- 実録三億円事件 時効成立（1975年、東映） - 遠山
- トラック野郎・爆走一番星（1975年、東映） - ボルサリーノ2[38]
- アフリカの光（1975年、東宝） - 勝弘
- 横浜暗黒街 マシンガンの竜（1976年、東映） - 海老名透
- 君よ憤怒の河を渉れ（1976年、松竹） - 横路敬二
- キンキンのルンペン大将（1976年、東映） - 駒井鉄五郎
- 夜明けの旗 松本治一郎伝 （1976年、東映） - 大谷虎松
- やくざ戦争 日本の首領（1977年、東映） - 後藤刑事
- 姿三四郎（1977年、東宝） - 安吉
- 黒木太郎の愛と冒険（1977年、ATG） - 黒木太郎※主演
- 季節風（1977年、松竹） - 山本健
- 八つ墓村（1977年、松竹） - 落武者
- こちら葛飾区亀有公園前派出所（1977年、東映） - 風太郎
- 愛の嵐の中で（1978年、東宝） - 深水
- 雲霧仁左衛門（1978年、松竹） - 駒寺の利吉
- ダイナマイトどんどん（1978年、東映） - 芦刈の作蔵
- 鬼畜（1978年、松竹） - 警官
- ブルークリスマス（1978年、東宝） - 西田和夫
- 冬の華（1978年、東映） - 南幸吉
- ピンク・レディーの活動大写真（1978年、東宝） - 赤沢信平
- トラック野郎・一番星北へ帰る（1978年、東映） - 赤沢重吉（2代目花巻の鬼台貫）
- 野性の証明（1978年、東映） - バーのマスター
- 日蓮（1979年、松竹） - 行道
- 総長の首（1979年、東映） - 丹波誠
- 乱れからくり（1979年、東宝） - 奈良木警部
- 地獄（1979年、東映） - 生形雲平
- ホワイト・ラブ（1979年、東宝）- 梶山(友情出演)
- トラブルマン 笑うと殺すゾ（1979年、東宝） - 魚屋の親父
- 英霊たちの応援歌 最後の早慶戦（1979年、東宝） - 笠間上飛曹
- 金田一耕助の冒険（1979年、東映） - 等々力警部
- 日本の黒幕（1979年、東映） - 竜崎達男
- 関白宣言（1979年、東宝） - 岡崎
- 動乱（1980年、東映） - 小松少尉
- 五番町夕霧楼（1980年、松竹） - 夕霧楼の客
- 近頃なぜかチャールストン（1981年、ATG） - 陸軍大臣
- 駅 STATION（1981年、東宝） - 菅原
- 刑事物語（1982年、東宝） - 村上努
- えきすとら（1982年、松竹） - 水越俊一郎
- 凶弾（1982年、松竹）
- 三等高校生（1982年、東宝）
- オキナワの少年（1983年、東宝）
- 逃がれの街（1983年、東宝）
- 居酒屋兆治（1983年、東宝）
- すかんぴんウォーク（1984年、東宝） - 深水敬造（安ホテルの主人）
- 海燕ジョーの奇跡（1984年、松竹富士） - 上勢頭
- 夜叉（1985年、東宝）
- 早春物語（1985年、東宝） - 沖野修三
- 俺たちの行進曲（1985年）
- Apartment Fantasy めぞん一刻（1986年、東映）
- ウホッホ探険隊（1986年、東宝） - 榎本和也
- 時計 Adieu l'Hiver（1986年、日本ヘラルド映画） - 「挽歌」の主人
- 私をスキーに連れてって（1987年、東宝） - 田山雄一郎
- 女咲かせます（1987年、松竹）‐ ワタ勝
- 優駿 ORACION（1988年、東宝）
- この胸のときめきを（1988年、東映クラシックフィルム・ケントスムービーブラザーズ） - 矢崎誠治
- TOMORROW 明日（1989年、日本ヘラルド映画） - 銅打
- ほしをつぐもの（1990年、松竹富士）
- 浪人街（1990年、松竹） - 土井孫左衛門
- タスマニア物語（1990年、東宝） ※主演
- さらば愛しのやくざ（1990年、東映）- 唐沢忠志 （特別出演）
- おいしい結婚（1991年、東宝） - 川又重樹
- シャイなあんちくしょう（1991年、東映）
- 息子（1991年、松竹） - タキさん
- ひかりごけ（1992年、日本ヘラルド映画）
- 虹の橋（1993年、東宝）
- 子連れ狼 その小さき手に（1993年、松竹）
- 学校（1993年、松竹） - イノさん
- 釣りバカ日誌スペシャル（1994年、松竹）
- サラリーマン専科（1995年、松竹）
- 美味しんぼ（1996年、松竹）
- 虹をつかむ男（1996年、松竹）
- 虹をつかむ男 南国奮斗篇（1997年、松竹）
- マグニチュード 明日への架け橋（1997年、東宝） - 佐伯辰雄
- 学校III（1998年、松竹） - 井上幸男
- 川の流れのように（2000年、東宝）
- みんなのいえ（2001年、東宝）
- 化粧師 KEWAISHI（2002年、東映）
- 黄泉がえり（2003年、東宝）
- 精霊流し（2003年、日活 / 東北新社）
- 福耳（2003年、アルゴ・ピクチャーズ） - 藤原富士郎
- 隠し剣 鬼の爪（2004年、松竹） - 片桐勘兵衛
- 最後の忠臣蔵（2010年、ワーナー・ブラザース） - 奥野将監 ※最後の出演作

### テレビドラマ
- バス通り裏（1958年 - 1963年、NHK総合）
- 人間そっくり（1959年、中日テレビ） - 火星人と名乗る男
- 刑事（1965年、フジテレビ） - 南原刑事
- ザ・ガードマン 第45話「女は見ていた」（1966年、TBS）
- 泣いてたまるか（1966年 - 1968年、TBS）
- 若者たち（1966年、フジテレビ） - 佐藤太郎
- 十一番目の志士（1968年、NET）
- 男はつらいよ（1969年1月16日、フジテレビ） - 高橋英吉
- 鬼平犯科帳（八代目松本幸四郎版）第9話「唖の十蔵」（1969年、NET・東宝）‐ 小野十蔵
- 柳生十兵衛（1970年 - 1971年、フジテレビ） - 空っ風の三九郎
- 水戸黄門（TBS）
  - 第1部 第12話「娘の命一千両 -堺-」（1969年10月20日） - 丑之助
  - 第2部 第7話「人情鬼剣舞 -花巻-」（1970年） - 丑松
  - 第3部 第10話「泣く子にゃ勝てぬ黄門さま -吉田-」（1972年） - へら平
- 大岡越前 第2部 第10話「下手人は火あぶり」（1971年、TBS） - 惣之助
- 浮世絵 女ねずみ小僧（1971年・1972年・1974年、フジテレビ） - 留吉（相棒の男ねずみ）
- 地獄の辰捕物控（1972年 - 1973年、NET） - 銀太
- 科学捜査官（1973年- 1974年、関西テレビ） - 徳丸技官
- 幡随院長兵衛お待ちなせえ（1974年、NET） - 小仏小平
- 日本沈没（1974年 - 1975年、TBS） - 辰野記者
- 天まであがれ（1974年 - 1975年、NET） - 太一
- 座頭市物語 第22話「父と子の詩」（1975年、フジテレビ） - 源三
- 長崎犯科帳（1975年、日本テレビ） - 木暮良順
- 同心部屋御用帳 江戸の旋風（1975年 - 1976年、フジテレビ） - 由良三九郎
- はぐれ刑事（1975年、日本テレビ） - 新藤医師
- あこがれ共同隊（1975年、TBS） - 雄二郎
- 泣かせるあいつ　(1976年、日本テレビ)   - 鈴木雷太
- 五街道まっしぐら!（1976年、テレビ朝日） - 音羽の重蔵
- 駆けろ!八百八町（1977年、テレビ朝日） - 政吉
- 華麗なる刑事（1977年、フジテレビ） - 南郷五郎
- あにき（1977年、TBS） - 中沢金太郎
- 江戸の鷹 御用部屋犯科帖（1978年、テレビ朝日） - 風見鉄平
- 土曜ワイド劇場 / 幽霊シリーズ（1978年 - 1984年、テレビ朝日） - 宇野警部
- 破れ新九郎（1978年、テレビ朝日） - 吉兵衛
- ハッピーですか?（1978年、日本テレビ） - 村木勉
- 大空港（1978年 - 1980年、フジテレビ） - 薮下行男警部
- 帝銀事件 大量殺人・獄中三十二年の死刑囚（1980年、テレビ朝日） - 古志田警部補
- 87分署シリーズ・裸の街（1980年、フジテレビ） - 竜間達磨刑事
- 江戸の朝焼け（1980年 - 1981年、フジテレビ） - 秋月右京亮
- 蒼き狼 成吉思汗の生涯（1980年、テレビ朝日） - ボオルチュ
- 北の国から（フジテレビ） - 黒板五郎 （主演）
  - 北の国から（1981年 - 1982年）
  - 北の国から'83 冬（1983年）
  - 北の国から'84 夏（1984年）
  - 北の国から'87 初恋（1987年）
  - 北の国から'89 帰郷（1989年）
  - 北の国から'92 巣立ち（1992年）
  - 北の国から'95 秘密（1995年）
  - 北の国から'98 時代（1998年）
  - 北の国から2002 遺言（2002年）
- 火曜サスペンス劇場（日本テレビ）
  - バックミラーの中の女（1982年） - 岩木謙吉 （主演）
  - 「霖雨の時計台」(1983年) - 芹沢孝包警部 (主演)
- 君は海を見たか（1982年、フジテレビ） - 秋元光男
- 真夜中の匂い（1982年、フジテレビ） - 泉田正吉
- 木曜ファミリーワイド ドラマスペシャル　トンガ冒険家族～サンゴ礁の島の愉快な子連れ日記（1982年11月25日、フジテレビ）[39] - 井本六助 （主演）
- つか版忠臣蔵 (1982年、テレビ東京) - 松尾芭蕉
- 月曜ワイド劇場 婚約 北の国から来た花嫁（1983年、テレビ朝日） - 碓井 （主演）
- 時代劇スペシャル 無明剣走る（1983年、フジテレビ） - 仏の源十郎
- 微笑は風のように（1984年、フジテレビ） - 坂上等
- オレゴンから愛 第10話（1984年、フジテレビ） - 国枝正男
- 土曜ワイド劇場 迷探偵記者羽鳥雄太郎と駆け出し女刑事シリーズ（1985年 - 1987年、テレビ朝日） - 羽鳥雄太郎 （主演）
- ライスカレー（1986年、フジテレビ） - 向坂信吉
- 窓を開けますか?（1988年、フジテレビ）
- ドラマ人間模様 砂の上のロビンソン（1988年、NHK総合） - 木戸周平
- 京都サスペンス「清水坂おもいで小路」（1988年、関西テレビ・映像京都） - 山下貞晴（土井孝次）
- シリーズ街 二子玉川、轟酒店（1989年、テレビ朝日） - 轟周平
- 火曜スーパーワイド マイ・アンフェア・レディ!? 百億円の女相続人（1989年、テレビ朝日）
- さよなら李香蘭（1989年、フジテレビ） - 丸の内警察署長
- 岡っ引どぶ（1991年、フジテレビ） - どぶ （主演）
- 松本清張作家活動40年記念・砂の器（1991年、テレビ朝日）- 今西栄太郎
- 仕掛人・藤枝梅安（1991年、フジテレビ）- 音羽の半右衛門
- 土曜ワイド劇場 運命の銃口（1992年、テレビ朝日） - 織口邦男
- ビートたけしのつくり方（フジテレビ）
  - ミニドラマ「大家族主義」（1993年） - 堀切伝次郎
  - ミニドラマ「堀切家の人々」（1994年） - 堀切伝次郎
- 御家人斬九郎（1995年、フジテレビ） - 吉次
- 土曜ドラマ（NHK総合）
  - 遠い国からの殺人者（1995年） - 楠木克宏
- 天空に夢輝き〜手塚治虫の夏休み〜（1995年8月19日、単発、NHK総合） - 中田伸造 
  - 第2シリーズ 第7話「白魚の吉次」（1997年）
  - 第4シリーズ 第5話「罠には罠を」（1999年）
- 天の瞳（2000- 2002年、テレビ朝日） - 小瀬直次郎
- 合い言葉は勇気（2000年、フジテレビ） - 犬塚村長
- 宮本武蔵（2001年、テレビ東京） -  厨子屋耕介
- 人間の証明（2001年、BSジャパン） - 根間徹
- 世界で一番熱い夏（2001年、TBS） - ヤブさん
- 盤嶽の一生 第5話「落としもの」（2002年、フジテレビ） ‐ 丸田屋伝兵衛
- はんなり菊太郎〜京・公事宿事件帳〜（2002年 - 2004年、NHK総合） - 田村次右衛門
- 大河ドラマ 新選組!（2004年、NHK総合） - 近藤周斎
- 海峡を渡るバイオリン（2004年、フジテレビ） - 丸山医師
- NHKスペシャル 象列車がやってきた（2005年、NHK総合） - 善造
- 鯨とメダカ（2008年5月、フジテレビ） - 二宮茂 （主演）
- 開局50周年記念ドラマ特別企画「黒部の太陽」（2009年3月、フジテレビ） - 源吉

### 舞台
- 幽霊はここにいる（1958年、俳優座第44回公演） - 深川啓介
- 愛の眼鏡は色ガラス（1973年、西武劇場オープニング記念公演・安部公房スタジオ公演） - 白医者
- 緑色のストッキング（1974年、第6回紀伊國屋演劇公演・安部公房スタジオ公演） - 男・草食人間

### CM
- スズキ・フロンテ（1970年代）
- 森下仁丹『銀粒仁丹』（1980年代前半） - 山藤章二のイラストによる、田中の似顔絵（ミスター仁丹 田中邦衛と表記）を雑誌広告に用いた。
- トヨタ・カムリ（2代目・3代目）同車のイメージキャラクターを務めた
- 東急リバブル（1988年）
- 大正製薬・大正漢方胃腸薬（1989年12月 - 1995年） - 決めゼリフの『食べる前に、飲む!』は、その後、大正漢方胃腸薬のキャッチコピーとして定着した。
- NTT・キャプテンシステム／キャプテンカラオケ／100年目の電話生活（1990年）[40]
- ポッカコーポレーション（現・ポッカサッポロフード&ビバレッジ）『ポッカアイスコーヒー』『ポッカ缶コーヒー』（1970年代後半）- 九州弁をしゃべるCMが話題になった。
- 日本信販（現・三菱UFJニコス）
- コロナファンヒーター
- 三菱電機・ウインドファン（1975年頃）
- Jビーフ（国産牛肉消費振興）
- 財団法人ケーエスデー中小企業経営者福祉事業団
- カルピス
- 日本コカ・コーラ リアルゴールド

### PV
- 慎吾ママのおはロック（2000年）

### バラエティ
- 徹子の部屋（1988年、テレビ朝日）[41]
- 笑っていいとも!（1992年5月22日、フジテレビ）
- くらしのジャーナル（1993年10月28日、NHK総合） - 「映画で伝えたい田中邦衛」
- SMAPxSMAP（2002年9月2日、フジテレビ） - ビストロSMAPに吉岡秀隆と共にゲスト出演
- いい旅・夢気分（2010年6月23日、テレビ東京） - 山形県を旅した[42][43]。

## レコード
- ひとりぼっちの君よ／泣くのはおよし（1971年6月、東宝レコード、AS-1068）- 両曲とも、作詞：もず唱平、作曲・編曲：おかべ公甫
- サミー・ボウ（作詞：阿久悠、作曲：大野克夫、編曲：井上堯之）／まるで旅人のように（作詞：東海林良、作曲・編曲：井上堯之）（1981年、WATERレコード、SW06-2）